# Bầu cử tổng thống Hoa Kỳ 1964
Cuộc bầu cử tổng thống Hoa Kỳ năm 1964 diễn ra vào thứ ba, ngày 3 tháng 11 năm 1964, là cuộc bầu cử Tổng thống thứ 45 liên tục bốn năm một lần trong lịch sử Hoa Kỳ. Đương kim tổng thống Lyndon B. Johnson thuộc đảng Dân chủ đã đánh bại thượng nghị sĩ Barry Goldwater từ Arizona, ứng cử viên thuộc đảng Cộng hòa. Với 61.1% số phiếu phổ thông, Johnson đã giành được phần lớn số phiếu phổ thông trong số các ứng cử viên kể từ cuộc bầu cử hoàn toàn một chiều năm 1820.
Johnson nhậm chức vào ngày 22 tháng 11 năm 1963, sau vụ ám sát người tiền nhiệm của ông, John F. Kennedy. Ông dễ dàng đánh bại một thách thức đầu tiên của Thống đốc George Wallace của Alabama theo chủ nghĩa phân lập để giành được đề cử làm Tổng thống phần còn lại của nhiệm kỳ. Tại Đại hội Quốc gia Đảng Dân chủ năm 1964, Johnson cũng giành được đề cử của người bạn tranh cử ưa thích của mình, Thượng nghị sĩ Hoa Kỳ Hubert Humphrey của Minnesota. Thượng nghị sĩ Hoa Kỳ Barry Goldwater của Arizona, một lãnh đạo của phe bảo thủ trong đảng của ông, đã đánh bại Thống đốc ôn hòa Nelson Rockefeller của New York và Thống đốc William Scranton của Pennsylvania tại Đại hội Quốc gia Đảng Cộng hòa năm 1964.
Johnson đã ủng hộ việc thông qua Đạo luật Dân quyền năm 1964, ông cũng ủng hộ một loạt các chương trình chống đói nghèo được gọi chung là Xã hội vĩ đại. Goldwater tán thành triết lý chính phủ nhỏ, thuế thấp. Mặc dù ông ủng hộ những nỗ lực trước đây để thông qua luật dân quyền vào năm 1957 và 1960 cũng như Tu chính án thứ 24 bỏ thuế thăm dò, Goldwater phản đối Đạo luật Dân quyền năm 1964, vì ông cảm thấy rằng Tiêu đề II vi phạm quyền tự do cá nhân và quyền của các bang. Các thành viên đảng Dân chủ đã miêu tả thành công Goldwater như một kẻ cực đoan nguy hiểm, nổi tiếng nhất trong quảng cáo truyền hình " Daisy ". Đảng Cộng hòa bị chia rẽ giữa các phe phái ôn hòa và bảo thủ, trong đó Rockefeller và các lãnh đạo đảng ôn hòa khác từ chối vận động cho Goldwater. Johnson dẫn đầu với tỷ lệ chênh lệch cao trong tất cả các cuộc thăm dò dư luận được tiến hành trong suốt chiến dịch, mặc dù khoảng cách dẫn đầu của ông tiếp tục giảm dần trong suốt thời gian đó.
Johnson chiến thắng tại 44 tiểu bang và Đặc khu Columbia, nơi đã bỏ phiếu lần đầu tiên trong cuộc bầu cử này. Goldwater đã giành được bang quê hương của mình và quét sạch các bang ở Deep South, hầu hết trong số đó đã không bỏ phiếu cho ứng cử viên tổng thống của Đảng Cộng hòa kể từ khi kết thúc Tái thiết năm 1877. Đây là lần cuối cùng Đảng Dân chủ giành được phiếu trắng, mặc dù họ đã tiến sát vào năm 1992. Chiến thắng vang dội của Johnson đồng thời với thất bại của nhiều dân biểu đảng Cộng hòa bảo thủ. Đại hội lần thứ 89 tiếp theo sẽ thông qua các đạo luật lớn như Tu chính án An sinh xã hội năm 1965 và Đạo luật về Quyền bỏ phiếu. Lần tranh cử không thành công này của Goldwater đã ảnh hưởng đáng kể đến phong trào bảo thủ hiện đại. Sự tái tổ chức lâu dài của những người bảo thủ đối với Đảng Cộng hòa tiếp tục, với đỉnh điểm là chiến thắng trong cuộc bầu củ tổng thống năm 1980 của Ronald Reagan.